# Stanowo (województwo mazowieckie)
Stanowo – wieś sołecka w Polsce położona w województwie mazowieckim, w powiecie płockim, w gminie Bodzanów. Leży nad Mołtawą.
W latach 1975–1998 miejscowość administracyjnie należała do województwa płockiego.